# برک آتان
برک آتان (به ترکی استانبولی: Berk Atan؛ زادهٔ ۲۶ سپتامبر ۱۹۹۱) بازیگر و مدل اهل ترکیه است.

## زندگی و حرفه
برک اتان متولد ۲۶ سپتامبر ۱۹۹۱ در ازمیر است. او  در سال ۲۰۱۲ به عنوان بهترین مدل ترکیه و سپس در همان سال به عنوان بهترین مدل جهان انتخاب شد‌ 

## فیلم‌شناسی
| نام مجموعه   | نقش            |
| ------------ | -------------- |
| همه چیز خوبه | سلجوق          |
| دختران آفتاب | ساواش مرت اغلو |
| تحمل کن دلم  | عاطف           |
| اشک‌های جنت   | سلیم           |
| کوه دل       | تانر           |